# Igreja de Chelín
A Igreja de Chelín (castelhano: Iglesia de Chelín) é uma igreja católica localizada na ilha de Chelín, comuna de Castro, no Chile. Forma parte do grupo de 16 igrejas de madeira de Chiloé qualificadas como Monumento Nacional do Chile e reconhecidas como Patrimônio da Humanidade pela Unesco.
Integra a diocese de Ancud e sua santa padroeira é Nossa Senhora do Rosário.